# Warcq (Ardeny)
Warcq – miejscowość i gmina we Francji, w regionie Grand Est, w departamencie Ardeny.
Według danych na rok 2020 gminę zamieszkiwało 1227 osób, a gęstość zaludnienia wynosiła 133 osoby/km².

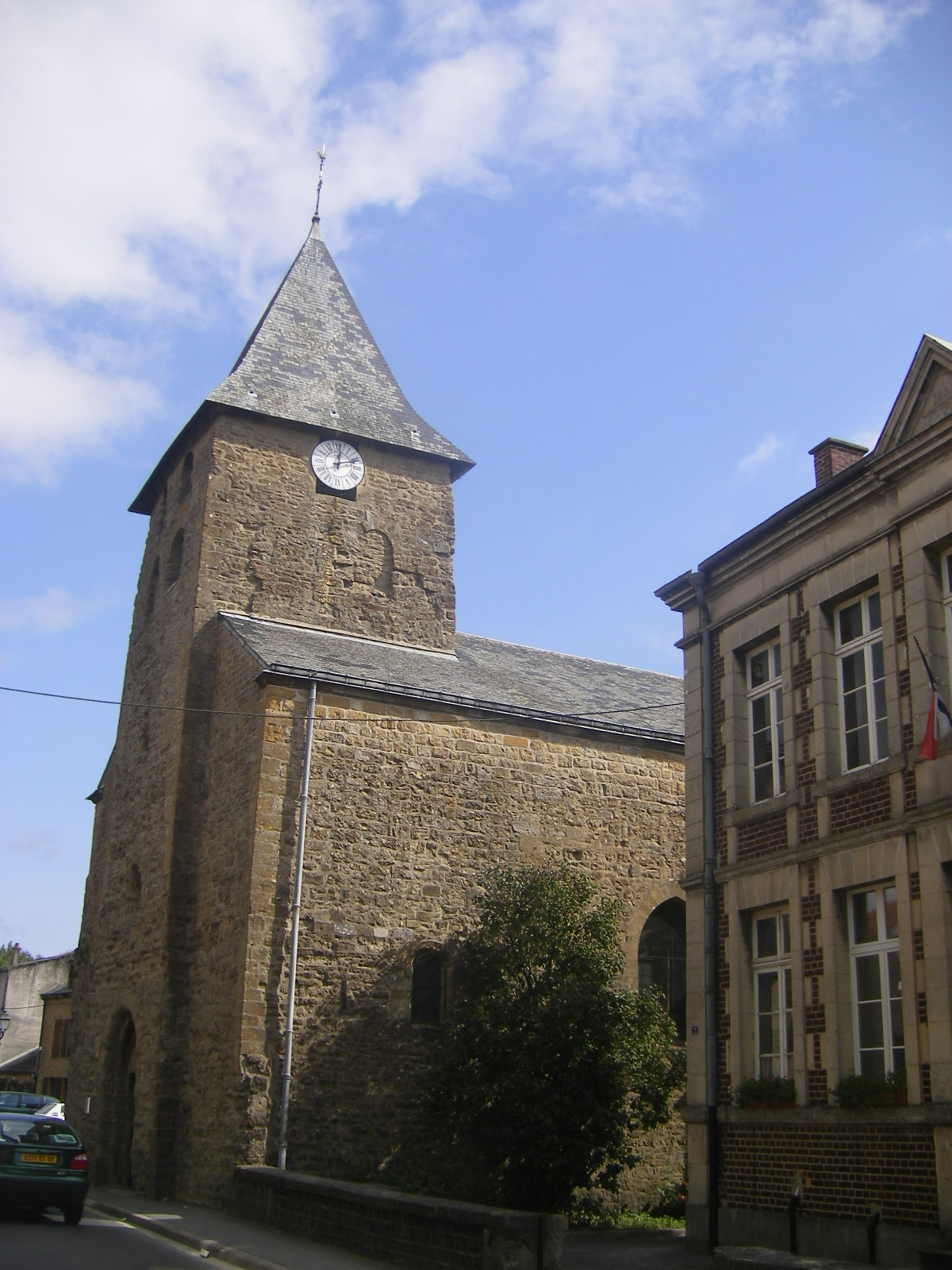
Kościół w Warcq, 2007